# انهيار أسواق الأسهم العالمية 2025
قالب:معلومات نزول سوق الأسهم
انهيار سوق الأسهم عام 2025 كان انهيارًا حادًا في سوق الأسهم بالولايات المتحدة، حدث في أبريل 2025، عقب إعلان الرئيس الأمريكي دونالد ترامب عن خطة رسوم جمركية موسعة. شهدت الأسواق تقلبات هي الأعنف منذ الأزمة الاقتصادية العالمية عام 2020 الناتجة عن جائحة فيروس كورونا.

## الخلفية
منذ بداية ولايته الثانية، انتهج ترامب سياسة الاستقلال الاقتصادي عبر خفض العجز التجاري الأمريكي. أعلن في مارس 2025 عن "يوم التحرير"، حيث عرض خطته الجمركية الجديدة التي استهدفت دولًا تعاني من فائض تجاري مع الولايات المتحدة.

## مجريات الأحداث

### بداية الانخفاض
بدأ سوق الأسهم الأمريكي بالانخفاض بشكل معتدل منذ فبراير 2025 بسبب المخاوف من السياسات التجارية العدائية لترامب، خصوصًا الحروب التجارية مع كندا والصين. بحلول منتصف مارس، كان مؤشر إس وبي 500 قد انخفض بأكثر من 10% عن أعلى مستوياته.

### الانهيار الحاد
في 2 أبريل، عقب إعلان تفاصيل خطة الرسوم، انهارت الأسواق بشكل حاد. هبط مؤشر داو جونز بنسبة 9.48%، ومؤشر ناسداك بنسبة 11.5%، ومؤشر إس وبي 500 بأكثر من 10%. كما قفز مؤشر الخوف (VIX) بنسبة 50% ليصل إلى 45 نقطة.

### ردود الفعل والتطورات
في 9 أبريل، أعلن ترامب تعليق تنفيذ الرسوم الجمركية لمدة 90 يومًا لمعظم الدول المتأثرة، مما أدى إلى انتعاش حاد في الأسواق. ارتفع مؤشر ناسداك بنسبة 12%، وهو أعلى ارتفاع يومي منذ الأزمة المالية عام 2008.

## تأثير عالمي
أدت الأزمة إلى تراجعات حادة في الأسواق العالمية، حيث انخفض مؤشر فاينانشيال تايمز البريطاني بنسبة 1.6%، وCAC 40 الفرنسي بنسبة 3.3%، وDAX الألماني بنسبة 3.1%. كذلك سجلت الأسواق الآسيوية تراجعات كبيرة.

## سوق السندات
شهد سوق السندات الأمريكية تقلبات غير معتادة. في البداية، انخفضت عوائد السندات، لكن سرعان ما قفزت بعد موجة بيع حادة، مما أثار مخاوف من أزمة سيولة في السوق.

## التراجع عن سياسة الرسوم
بسبب الضغوط السياسية والاقتصادية، أعلن ترامب في 9 أبريل عن تجميد زيادات الرسوم الجمركية الجديدة، لكنه أبقى على بعض الرسوم الأساسية. ساهم هذا الإعلان في تهدئة الأسواق نسبيًا.